# HMS Glasgow (1936)
HMS Glasgow (Корабль Его Величества «Глазго») — британский лёгкий крейсер первой серии крейсеров типа «Таун». Заложен 17 декабря 1935 года, спущен на воду 16 апреля 1936 года. Его крестной матерью была жена премьер-министра Великобритании миссис Стэнли Болдуин. 8 сентября 1937 года строительство было завершено и корабль ввели в строй без некоторых компонентов основной системы управления огнём. Седьмой корабль Королевского флота, носивший это имя.
В мае 1939 года крейсер сопровождал лайнер Empress of Australia с королём Георгом VI на борту, совершавшим плавание в Канаду. Крейсер также участвовал во Второй мировой войне. Девиз корабля звучал: «Memor es tuorum» — «Будем помнить о ваших предках».
За время службы крейсер получил 4 звезды за боевые отличия (Норвегия 1940; Бои в Бискайском заливе 1943; Арктические конвои 1943; Высадка в Нормандии 1944).

## Вторая мировая война
С началом войны, в сентябре 1939 года крейсер был введен в состав 2-й крейсерской эскадры Home Fleet’а. 2 сентября вместе с крейсером Southampton и 8 эсминцами вышел в Северное море к берегам Норвегии для взаимодействия с силами Хамбера по перехвату коммерческих судов завершающих рейсы в Атлантике и прорывающихся к берегам Германии. 3 сентября было получено сообщение о начале войны с Германией и корабли начали военные действия. 4 сентября находясь в патруле вместе с эсминцем Jersey перехватывает немецкий пароход «Johannes Molken Buhr», который был затоплен своим экипажем. До 8 сентября крейсер продолжает патрулирование в Северном море совместно с крейсером Southampton, когда густой туман вынуждает оба корабля вернуться на базу в бухте Скапа-Флоу на Оркнейских островах.
22 сентября совместно с крейсерами эскадры Southampton, Sheffield и Aurora вышел для патруля в пролив Скагеррак, однако операция была отменена после столкновения эсминцев Jersey и Javelin.
26 сентября с кораблями Home Fleet-а участвовал в сопровождении в базу поврежденной в Северном море подводной лодки Spearfish. На переходе соединение подвергалось воздушным атакам люфтваффе.
8 октября вышел вместе с линейными крейсерами Hood и Repulse и эсминцами в море на поиск прорвавшихся в Северное море немецких линкора «Гнейзенау» и крейсера «Кёльн». С 08:00 9 октября соединение подверглось воздушным атакам самолётов Ju-88 и He-111. Глазго атаковал 31 вражеский самолёт. В ходе отражения атак он израсходовал 668 102-мм снарядов. Несмотря на столь массивные атаки ни один из кораблей не пострадал, а командование сделало для себя ценные выводы, позволившие в дальнейшем успешно отражать подобные атаки.
12 октября крейсер вышел совместно с крейсером Newcastle для обеспечения защиты конвоев к юго от Исландии и западнее Бискайского залива. Хотя корабли патрулировали самостоятельно, они ежедневно встречались, сохраняя при этом радиомолчание. 14 октября крейсера получили сообщение, что немецкий рейдер Deutschland потопил 2 судна и захватил третье. Эта новость заставила активизироваться Британское адмиралтейство в поисках рейдера. Большая группа крейсеров и эсминцев была выделена, чтобы предотвратить прорыв немецкого рейдера в домашние воды. В то время, как Глазго патрулировал северо-западнее Шетландских островов, другие корабли стояли в полной боевой готовности в Клайде и Розайте. Однако предпринятые усилия были безуспешны и Deutschland благополучно пришел в Киль.
В это время Глазго перенаправили на выполнение другой задачи. Он был послан на высокой скорости на встречу ценного конвоя KJ3 в составе 19 танкеров, направлявшегося из Вест-Индии. При встрече конвоя возникли некоторые трудности при его поиске, однако в итоге конвой был взят под охрану. Малое количество топлива на борту крейсера вынудило его передать охрану конвоя другим кораблям, а сам крейсер ушел на заправку в Портсмут, куда и прибыл 25 октября. После дозаправки и пополнения запасов крейсер отправился в Розайт, куда прибыл 7 ноября.
11 ноября крейсер пришел в базу флота в Immingham-е, откуда 15 ноября ушел в Скапа-Флоу, где формировалось ударное соединение из крейсеров Belfast, Southampton и Aurora предполагавшегося базированием на Розайт, однако после подрыва 21 ноября Belfast-а на магнитной мине планы скорректировали и сбор соединения отменили.
23 ноября Глазго в компании эсминцев Maori и Zulu направился к берегам Норвегии с целью перехвата немецкого лайнера «Bremen», предположительно возвращавшегося в Германию из Мурманска. Тяжелые погодные условия не сопутствовали успеху, и корабли были вынуждены вернуться на дозаправку в Розайт.
28 ноября крейсер выходил на поиски пропавшего парохода City of Flint, который, как оказалось был захвачен немецкими рейдерами, и экипаж которого был направлен в Германию.
В январе следующего года, крейсер был переведен в 18-ю крейсерскую эскадру Home Fleet’а. С 7 января он эскортировал конвой к северо-западным подходам совместно с крейсером Newcatle.
12 февраля крейсер в Тромсё захватил немецкий траулер Herrlichkeit (268 брт). После возвращения из этого похода крейсер встал на текущий ремонт в Белфасте, в ходе которого на крейсере модернизировали противоминную систему размагничивания. Ремонт продолжался до 20 марта.

## Норвежская операция
Ещё до начала немецкого вторжения в Норвегию, английский флот разработал план своего вторжения. 6 апреля на борт крейсера в Скапа-Флоу был погружен 8-й батальон Шервудских стрелков (8th Battalion Sherwood Foresters). Крейсер совместно с крейсерами Berwick, York и Devonshire в рамках операции Рупперт/R4 (Операция Rupert/R4) должен был высадить войска в Норвегии, однако 8 апреля операция была отменена, поскольку в море были обнаружены немецкие силы. Корабль вышел в море с несколькими крейсерами для поиска этих сил.
9 апреля крейсер совместно с крейсерами Manchester, Sheffield, Southampton, Aurora и эсминцами отделился для атаки немецких кораблей у Бергена. Однако позже и эта операция была отменена адмиралтейством. На отходе соединение подверглось мощной воздушной атаке, в ходе которой был потоплен эсминец Gurkha. Рядом же с Глазго взорвалась одна бомба, от воздействия которой на борту оказалось двое убитых. Устраняя полученные повреждения вместе с крейсером Sheffield корабль направился на дозаправку в Скапа-Флоу, куда и прибыл 10 апреля. После дозаправки, 11 апреля крейсера совместно с 6 эсминцами типа Трайбл: Somali, Sikh, Mashona, Afridi, Matabele и Mohawk снова вышли для поиска немецких десантных судов.
13 апреля оба крейсера с теми же эсминцами отвлечены для выполнения операции Генри (Операция Henry): высадки в Намсусе морских пехотинцев. Корабли начали посадку войск. 14 апреля высадка передовых войск, которая прошла в Бангсунде (Bangsund), около Намсуса прошла успешно. После высадки крейсера вместе с систершипами Manchester и Birmingham провели патрулирование на север (Операция Harry). Крейсер также прикрывал высадку десанта с эсминцев, после чего 17 апреля пришел в Скапа-Флоу для дозаправки и в Розайт для приема партии следующих войск.
22 апреля совместно с крейсерами Galatea и Sheffield и эсминцами Vansittart, Campbell, Icarus, Ivanhoe, Impulsive и Witch вышел из Розайта для проведения высадки в Andalsnes (Операция Sickle). 23 апреля крейсера встали на якорь у берега и с помощью эсминцев и малых судов успешно произвели высадку первой части 15-й пехотной бригады (15th Infantry Brigade). После этого корабли присоединились к главным силам флота к востоку от Шетландских островов.
28 апреля крейсер вместе с эсминцами Jackal and Javelin пошел к городу Молде, в котором к этому моменту укрылось норвежское правительство, которое посчитало город безопасным убежищем. Однако уже 27 апреля город подвергся воздушным налетам, которые продолжались весь день. Бомбежки заставили членов правительства укрыться в убежище недалеко от гавани. Наследующий день бомбардировки продолжились. Немецкий летчики в идеальных погодных условиях совершали налеты почти безнаказанно. В связи с этим, использование Молде в качестве столицы стало нецелесообразным и королю Норвегии Хокону VII, наследному принцу Улафу и членам норвежского правительства было предложено эвакуироваться в любой другой норвежский порт или Англию на борту британского крейсера, коим и стал Глазго. 29 апреля крейсер вошел во фьорд и встал у набережной города, восточная которого пылала. Помимо членов королевской семьи и норвежского правительства на борт короля поднялись члены английской, польской, датской и французской дипломатических миссий. Помимо этого, на борт крейсера доставили 65 % золотого запаса Норвегии для последующей его транспортировки в Великобританию, во избежания захвата золота противником. При отдаче швартовых Глазго подвергся безрезультатному нападению с воздуха. Крейсер доставил короля в Тромсё, где тот продолжал выполнять моральную поддержку своему народу, пока не был окончательно эвакуирован в Англию крейсером Devonshire 7 июня. Сам крейсер в сопровождении тех же эсминцев 30 апреля ушел в Скапа-Флоу.

### Рейд в Исландию
По прибытии крейсер встал на короткий незапланированный ремонт, после чего, 7 мая направился в Гринок принять на борт морских пехотинцев. Крейсеру совместно с крейсером Berwick и эсминцами Fearless и Fortune предстояло участвовать в операции Форк (Операция Fork). С целью предотвращения немецкой высадки в Исландии и строительство там немецких военно-морской базы или базы гидросамолетов, в непосредственной близости от Шотландии, британское правительство решило провести диверсионный рейд. 8 мая корабли с морскими пехотинцами на борту вышли из Гринока. В ночь на 10 мая первая партия войск без проблем была высажена на берегу Хваль-фьорда в Рейкьявике. Войска захватили немецкое консульство, где были предприняты попытки уничтожения кодовых книг и секретных документов. Благодаря оперативным действиям британских подразделений часть документов удалось захватить. Полковник Sturges, командир Королевской морской пехоты позже сообщал, что операция была бескровной, без единого, даже случайного выстрела. 11 мая, после посадки на борт плененных сотрудников немецкого консульства, корабли покинули столицу Исландии и направились в Ливерпуль, где на следующий день высадили своих пассажиров, в том числе и вынужденных.
После этого крейсер в Ливерпуле встал на ремонт, который продолжался весь июнь. Ремонт включал в себя установку поискового радара поверхность-воздух (Radar Type 286M).

### ЗахватGabbiano
Находясь в ремонте, 6 июня крейсер сменил капитана. Вместо Frank Henderson «Rammer» Pegram им стал Harold Hickling. 10 июня Италия вступила в войну на стороне стран Оси. И этим самым, она поставила под удар все свои суда, находящиеся в иностранных портах. В соседнем от Ливерпуля доке, в порту Мерсисайд стояло итальянское судно Gabbiano. Капитан Хиклинг послал абордажную партию под командованием Lieutenant Commander Hugonin. Захват судна стал полной неожиданностью для итальянской команды. Она не оказала никакого сопротивления и была высажена на берег с личными вещами.

### Столкновение сImogen
1 июля, после окончания ремонта, крейсер вновь присоединился к флоту, но уже 16 июля, выходя вместе с крейсерами Southampton, Sussex и Shropshire в Северное море на поиск немецких кораблей, крейсер, в условиях густого тумана у en:Duncansby Head был протаранен на большой скорости эсминцем Imogen. От этого столкновения на эсминце произошел сильный пожар и спустя некоторое время он затонул. Крейсер также с тяжелыми повреждениями вернулся 22 июля в Ливерпуль и встал на ремонт, продолжавшийся вплоть до октября.

## На Средиземном море
В октябре крейсер наконец вернулся на службу и новым её местом был выбран Средиземноморский театр. 30 октября крейсер в компании авианосца Ark Royal, линкора Barham и 4 эсминцев отправился в Гибралтар, куда прибыл 6 ноября. Уже 7 ноября крейсер в составе соединения «X»: линкор Barham, крейсер Berwick, эсминцы Gallant, Griffin, Greyhound и Encounter вышел на Мальту в рамках операции (Операция COAT). 10 ноября крейсер прибыл на Мальту, выгрузив войска, принятые в Гибралтаре и уже 11 ноября покинул остров, войдя в состав 7-й эскадры крейсеров Средиземноморского флота. Крейсер совместно с крейсерами Berwick, Gloucester и York исполнял роль прикрытия авианосца Illustrious, предпринявшего атаку на итальянскую военно морскую базу Таранто (Операция Judgement).
14 ноября совместно с крейсерами Berwick, York и австралийского Sydney приняв на борт 3400 солдат направился из Александрии в Пирей, где и высадил последние 16 ноября, позже вернувшись в Египет.
23 ноября вместе с крейсерами Gloucester, York и 4 эсминцами образовал Соединение «E», которое должно было прикрывать конвой MW4, двигающийся на Мальту. 26 ноября корабли Соединения и конвой благополучно прибыли на остров, а 27 ноября Соединение «E» вышло с Мальты, прикрывая на переходе в течение 28 ноября Соединение «F» из крейсеров Manchester и Southampton, перевозивших на своем борту войска из Гибралтара на Мальту, вплоть до его присоединения Средиземноморскому флоту. 29 ноября вместе с Соединениями «D», «E» и «F» стал частью эскорта конвоя ME-4 шедшего с Мальты в Александрию.

### Торпедные повреждения
1 декабря крейсер прибыл в Александрию, но уже 2 декабря был вынужден снова выйти в море — он направился в бухту Суда, на Крите. 3 декабря, находясь на якоре в бухте, он подвергся атаке итальянских торпедоносцев SM.79 из состава 278-й эскадрильи, которые сбросили свой смертоносный груз с расстояния в 2700 метров. В 15:40 1-я 450-мм торпеда WA-130 поразила крейсер в носовую часть правого борта, образовав пробоину размером 22 × 22 фута (6,7 × 6,7 метра). Через минуту вторая торпеда поразила крейсер с правого борта в корму, выведя из строя башню «X» и оба винта. На его борту погибло 2 человека и ещё 7 было ранено. Благодаря самоотверженным действиям экипажа пробоину удалось заделать и обеспечить крейсеру 16-узловой ход. Несмотря на тяжелые повреждения, крейсер в 23 часа того же дня смог самостоятельно, под прикрытием систершипа Gloucester, направиться в Александрию 17—18-узловым ходом. Оба крейсера благополучно прибыли туда 5 декабря. Тем не менее, итальянская пропаганда заявила, что крейсер был потоплен.
10 декабря крейсер встал на временный ремонт, продолжавшийся весь январь и половину февраля. В это время, его должен был заменить систершип Southampton, отправленный чуть ранее в Индийский океан, а теперь отозванный назад. Через месяц он погибнет под бомбами немецких пикировщиков.

## В Индийском океане
Тем временем, 15 февраля, крейсер, с ограничением, после повреждения, скорости в 24 узла был направлен на Ост-Индийскую станцию в Сингапур, через Суэцкий канал, для дальнейшего ремонта. На начальном этапе крейсер прикрывал суда снабжения Glenearn, Glengyle и Glenroy, которые переоборудовались в десантные пехотные суда. Корабли образовали Соединение «Y».

### Поиски «Адмирал Шеер»
21 февраля в Индийском океане крейсер получил сигнал бедствия с парохода Canadian Cruiser, затопленного немецким карманным линкором «Адмирал Шеер» и присоединился к поискам последнего. Того, к этому моменту, в Индийском океане уже разыскивали авианосец Hermes, крейсера Shropshire, Emerald, Enterprise, и австралийские крейсера Australia и Canberra. Утром 22 февраля на Глазго получили сигнал бедствия с голландского парохода Rantaupandjang, также потопленного Шеером. Глазго для поиска пирата отправил свои бортовые самолёты и 22 февраля один из Уорлусов в 140 милях от корабля обнаружил немецкий рейдер, однако небольшое количество топливо на борту не позволило поддержать визуальный контакт с вражеским кораблем и он был потерян. Британские корабли развернули поисковую сеть, прочесывая район, но рейдер от них ускользнул, отвернув на юго-восток. 28 февраля Соединение Y прекратило поиски и отправилось своим прежним путём в Аден.

### Захват Берберы
16 марта крейсер совместно со старым крейсером Caledon, эсминцами Kipling и Kandahar и 2 индийскими противолодочными траулерами вышел в качестве эскорта военных транспортов Chakdina и Chantala. Суда направлялись в захваченную итальянцами Берберу и несли на своем борту 2 индийских батальона и отряд сомалийских командос. Проводимая операция называлась Вид (Операция Appearance). Высадив 17 марта войска с двух сторон города, военные корабли оказали огневую поддержку, которая оказала большое содействие десанту, взявшему город без большого сопротивления. После огневой поддержки Глазго стал выполнять функции охранника конвоев и патрулирующего океан корабля.
В начале апреля крейсер сопровождал пароход Talamba на Сейшельские острова. С Сейшельских островов эти корабли, с присоединившемся к ним австралийским крейсером Canberra пошли навстречу с войсковым конвоем WS6, шедшим из Момбасы в Аден. 10 апреля корабли встретили конвой, заменив в его составе крейсера Cornwall и Phoebe, при этом крейсер Dorsetshire остался с конвоем.
13 апреля вместе с крейсером Colombo покинул конвой и крейсера продолжили патрулировать воды океана. Оба корабля прибыли в Момбасу 24 апреля. 28 апреля оба крейсера присоединились в качестве эскорта войскового конвоя WS7, который сопровождал только старый крейсер Hawkins. В составе конвоя находились войсковые транспорты, следующие в Аден и Бомбей. 1 мая крейсер остался с основным конвоем, когда от него отделилась секция WS-7X, следующая в вышеупомянутые города. 3 апреля крейсер покинул конвой, когда тот распустили после прохождения острова Перим.
20 апреля во время перехода из Адена в Коломбо, крейсер был привлечен для поиска немецкого вспомогательного крейсера Пингвин, действующего в тот момент в Индийском океане.
В течение июня — сентября 1941 года крейсер действовал в Индийском океане, заходя в том числе и в долгожданный Сингапур.
17 октября крейсер эскортировал секцию конвоя WS-11X в Бомбей, после того, как она отделилась от конвоя WS-11 из Дурбана. 22 октября он привел секцию в Бомбей, продолжив своё патрулирование.
17 ноября, эскортировал секцию конвоя WS-12J в Коломбо, отделившийся от конвоя WS-12 следующего из Дурбана в Аден. В составе новой секции были войсковые транспорты Duchess of Richmond, Dominion Monarch и Empress of Canada. 23 ноября корабли прибыли в Коломбо, и 24 ноября крейсер вышел в сопровождении Dominion Monarch и Empress of Canada, продолжавших свой путь далее, в Сингапур. 26 ноября сдал сопровождение транспортов крейсеру Dragon, а сам вернулся в Коломбо сопровождая пароход Awatea.
По прибытии 30 ноября в Коломбо, продолжил патрульные действия в Индийском океане. Крейсер вышел 6 декабря из Коломбо. 8 декабря началась война с Японией, а 9 декабря произошла трагедия.

### ПотоплениеPrabhavati
В этот день, на крейсере была получена информация, что в районе его патрулирования действует японская подводная лодка. Ночью с крейсера были обнаружены белые навигационные огни, которые нес корабль, очертаниями напоминавший вражескую подводную лодку. Не долго размышляя, капитан крейсера приказал открыть огонь и крейсер 8 залпами главного калибра с расстояния в 6000 метров потопил корабль, которые идентифицировали как подводную лодку. Но на самом деле, потопленным кораблем оказался индийский патрульный корабль Prabhavati, а попросту говоря, 500 тонный реквизированный буксир, который вышел 6 декабря из небольшого порта Кочин на юго-западе Индии и вел на буксире 2 лихтера в Карачи. По стечению обстоятельств, при обнаружении крейсером лихтеры расположились параллельно буксиру и не были видны с борта крейсера, что и предопределило катастрофу. На борту индийского корабля погиб 21 человек. Последующее расследование оправдало капитана Глазго Harold Hickling, но тем не менее сказалось на здоровье и душевном покое морского офицера. После этого крейсер действовал в Бенгальском заливе и вернулся в Коломбо только 25 декабря.
В январе — феврале нового, 1942 года, крейсер продолжал заниматься рутинной патрульной службой.
19 марта 1942 года в Южную Африку из Великобритании прибыл очередной войсковой конвой WS-16, состоящий из 14 судов. Для его сопровождения через Индийский океан, в Дурбан, были направлены Глазго и вспомогательный крейсер Worcestershire. 25 марта корабли встретились с конвоем, который сопровождали крейсер Newcastle и шлюп Milford. Первый покинул конвой в тот же день. Крейсер, так и не прошедший восстановительный ремонт нуждался в нём, поэтому 1 апреля он также покинул конвой передав последний крейсеру Colombo и вспомогательному крейсеру Alaunia и предприняв обратный переход в Момбасу.

### Ремонт в США
После короткого ремонта в доке Саймонстауна, крейсер через Атлантический океан совершил переход в США, где 6 мая встал на восстановительный ремонт на Нью-Йоркской военной верфи.
В ходе продолжавшегося до июля включительно ремонта на крейсере восстановили боеспособность башни «X», установили артиллерийский радар Type 284, радары управления зенитным огнём Type 285 и 282, воздушный поисковый радар Type 281, а имевшийся радар Type 286M заменили на новый Type 271. Помимо этого на корабле усилили легкую зенитную артиллерию, установив дополнительно 20-мм автоматы Эрликон.
В августе, по завершении испытаний, крейсер совершил переход в Великобританию, встав снова на ремонт в Портсмуте, для окончательной установки радаров. 3 сентября, по окончании модернизации, крейсер вошел в состав 10-й крейсерской эскадры в Скапа-Флоу.

## Снова в отечественных водах
В октябре — ноябре 1942 года крейсер нес оперативную службу в составе Home Fleet’а. В декабре он встал на очередной ремонт на коммерческой верфи в Клайде, вернувшись в состав флота в начале января.
20 января совместно с крейсерами Bermuda и Kent в составе крейсерских сил выходил на прикрытие Северных конвоев: JW-52 и обратного RA-52.
23 февраля перебазировался в Исландию, в Сейдисфьордюр, для защиты Североатлантических конвоев.
2 марта выходил совместно с линкорами King George V и Howe для дальнего прикрытия конвоя RA53, следующего из Кольского залива.

### Перехват Regensburg
29 марта крейсер из Исландии отправился в очередной Северный Патруль. В Датском проливе крейсер перехватил немецкий прорыватель блокады Regensburg (8086 брт). Команда отказалась сдать судно, а его капитан приказал открыть кингстоны и экипажу покинуть судно. Несмотря на это Глазго открыл огонь, и добил тонущее судно торпедой, позже приступив к спасению экипажа. Сильные волны и ледяная вода помешали проведению спасательной операции. Только 6 уцелевших членов экипажа из 118 человек были подняты на борт крейсера. 13 апреля крейсер вернулся в Скапа-Флоу.
В мае крейсер был передан Плимутскому Командованию, для перехвата вражеского каботажного судоходства и прорывателей блокады на юго-западных подходах.
12 июня крейсер вместе с крейсером Bermuda выходил для прикрытия действий эсминцев у Французского побережья.
20 июня прикрывал действия эскортного авианосца Archer и противолодочной группы B5 в противолодочных операциях в Бискайском заливе и юго-западных подходах.
29 июля был частью прикрытия 1 минно-заградительной эскадры при постановке мин на Северном барраже (Операция SN22A). Продолжал службу в Канале.
20 июля выходил с канадскими эсминцами Athabascan и Iroquois и польским эсминцем Orkan в активный патруль в Бискайском заливе.
В августе-сентябре крейсер проходил очередной ремонт на верфи в Девонпорте, в ходе которого сняли авиационное вооружение, усилили 20-мм артиллерию, был установлен новый радар управления артиллерийским огнём Type 283, установлена система радиолокационного опознавания и радио-телефоны УКВ.
По окончании ремонта, 27 октября 1943 года крейсер участвовал в траурной церемонии похорон Первого морского Лорда Дадли Паунда. Прах Паунда и его жены, скончавшейся в июле 1943 года были развеяны в 30 милях от en:Nab Tower.
В ноябре крейсер выходил в Канал и на Юго-Западные подходы для прикрытия набегов на каботажное судоходство у французского побережья в рамках серии операций Туннель (Операция Tunnel).

### Бой в Бискайском заливе
12 декабря крейсер вернулся на просторы Северной Атлантики, когда он вместе с новозеландским крейсером Gambia стал участвовать в рамках операции Каменная стена (Операция Stonewall), организованной главнокомандующим Плимутским командованием адмиралом en:Ralph Leatham. Суть операции заключалась в перехвате прорывателя блокады, обнаруженного на линии Натал — Фритаун, для этого крейсера, базируясь на Азорские острова должны были непрерывно патрулировать океан, сменяя друг друга. Что они и делал, поочередно заправляясь от танкера, расположенного в Орте.
Целью крейсера, как оказалось был немецкий теплоход Alsterufer. Он успешно избежал обнаружения крейсерами, но 27 декабря он был обнаружен в 500 милях северо-западнее мыса Финистерре, обходя позиции крейсеров с юго-востока. Глазго и имеющиеся на тот момент крейсера Enterprise, Penelope и Ariadne были перенацелены на его перехват и отправились на восток. В это время Alsterufer пождег и потопил Либерейтор чехословацкой эскадрильи берегового командования. 62 члена экипажа прорывателя блокады были спасены.
Ещё ранее, 26 декабря на встречу прорывателя и сопровождения его в устье Жиронды немцы выслали 8-ю флотилию эсминцев и 4-ю флотилию миноносцев. Только утром 28 декабря немцы узнали о потоплении своего подопечного и получили приказ на возвращение домой. В этот момент их и перехватили Глазго и сопровождавший его Enterprise. В ходе последующего боя британцы потопили миноносцы T-25 и T-26 и эсминец Z-27. Остальным немецким кораблям удалось скрыться. На Глазго были небольшие повреждения осколками, а 2 члена экипажа были убиты. Их похоронили в море с венками из еловых лап, которые предназначались для детского Рождественского праздника в Орте.
На обратном пути в Плимут крейсера подверглись ряду атак планирующими бомбами.

### Высадка в Нормандии
В январе — апреле 1944 года крейсер выполнял рутинные обязанности по патрулированию и защите конвоев. После этого крейсер стал готовиться к проведению операции Нептун — морской составляющей высадки союзников в Нормандии. Крейсер вошел в состав сил Западного оперативного соединения, под американским командованием. Он был назначен в Бомбардировочное соединение С, состоящее из: американских линкоров Texas и Arkansas, крейсеров Свободной Франции Montcalm и Georges Leygues, 9 американских эсминцев и 3 британских эскортных миноносцев типа «Hunt». В мае крейсер проходил огневую подготовку в районе en:Cape Wrath. 23 мая крейсер присоединился к другим кораблям своего соединения в Белфасте.

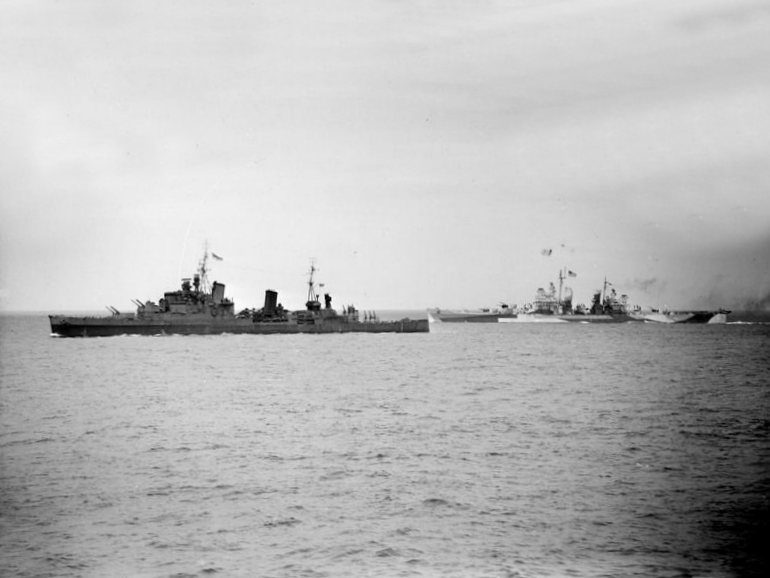
Лёгкий крейсер «Глазго» и американский крейсер «Куинси» обстреливают Шербур, июнь 1944 года. Снимок с борта крейсера «Энтерпрайз»

3 июня корабли вышли из Белфаста. К району высадки они шли с конвоем O1 от мыса Сент-Альбан. 6 июня началась высадка и крейсер вместе Соединением C огнём прикрывал войска, высаживающиеся на плацдарм «Омаха». Во время неё крейсер выпустил по берегу более 500 152-мм снарядов. Далее крейсер оставался в районе высадки, выполняя огневые налеты по мере необходимости, оставляя свою позицию только для пополнения припасов.
20 июня крейсер был назначен для предстоящей бомбардировки укреплений Шербура, поэтому направился в Портленд, чтобы войти в состав Оперативного соединения TF 129. 21 июня он Прибыл в Потленд и вошел в состав 1-й группы, где помимо него был крейсер Enterprise, американские крейсера Tuscaloosa, Quincy, линкор Nevada, британская 9 флотилия тральщиков и 159 американская флотилия тральщиков под прикрытием 6 американских эсминцев.
24 июня Соединение оставило Портленд, прибыв 25 числа на позицию в 22,5 км северо-западнее Шербура. В ходе последующей перестрелки с немецкими береговыми батареями крейсер получил 2 прямых попадания и одно накрытие. Он получил попадания в надстройки в районе ангара и кормы с повреждением электрических кабелей и оборудования управления огнём.

### Модернизация
30 июня крейсер был отозван из Состава Западного соединения в Белфаст на ремонт. 3 июля он прибыл на Тайн и встал на ремонт на верфи Palmer’s Yard в en:Hebburn для устранения полученных повреждений.
В ходе ремонта, который проходил без малого год, на Глазго была снята кормовая башня «X». Были установлены новые радиолокационные установки вместе с системой наведения самолётов (Outfit YE). Радар воздушного обнаружения Type 281, который использовался только с применением мачты был заменен новым Type 281B. Радар надводного обнаружения Type 273 был заменен на Type 293. Радар управления огнём Type 284 заменили на Type 274.
Только 29 июня 1945 года крейсер вернулся в состав флота. Поскольку война в Европе к тому моменту уже закончилась, крейсер был направлен служить в Ост-Индию, перед этим, весь июль проведя в Средиземном море. 22 августа совместно с крейсером Jamaica, крейсер вошел в состав Восточного флота.